# Bouesse
 Bouesse  es una población y comuna francesa, en la región de  Centro, departamento de Indre, en el distrito de Châteauroux y cantón de Argenton-sur-Creuse.

## Demografía
| 522 | 465 | 416 | 430 | 416 | 398 |
| Para los censos de 1962 a 1999 la población legal corresponde a la población sin duplicidades (Fuente: INSEE [Consultar]) |     |     |     |     |     |